# تنظيم المرابطون
تنظيم المرابطون جماعة مسلحة تتبنى الفكر «السلفي الجهادي»، أعلنت تأسيسها في 2013، إثر اندماج فصيلين من أنشط الفصائل الإسلامية المسلحة بشمالي مالي والصحراء الكبرى.

## النشأة والتأسيس
أعلِنت نشأة تنظيم «المرابطون» في شمالي مالي يوم 23 أغسطس 2013 إثر قرار زعيميْ جماعة "الملثمون" مختار بلمختار المكنى «خالد أبو العباس»، و«حركة التوحيد والجهاد في غرب أفريقيا» أحمد ولد العامر المكنى «أحمد التلمسي» (نسبة إلى منطقة تلمسي في شمال مالي)، تطوير تحالفهما الذي استمر أزيد من سنة ونصف سنة بحل تنظيميهما السابقين ودمجهما في تنظيم يُدعى «المرابطون».

## الفكر والأيديولوجيا
ينتمي تنظيم «المرابطون» لتيار «السلفية الجهادية» الذي يؤمن بالرؤية الفكرية لتنظيم القاعدة المؤسسة على ضرورة «المفاصلة الجهادية» مع الأنظمة الحاكمة في العالم الإسلامي و«حلفائها الغربيين»، تمهيدا لإقامة «دولة الخلافة الإسلامية» لتطبيق أحكام الإسلام.

## أبرز العمليات
- الهجوم الذي استهدف مطعما في باماكو (العاصمة المالية) يوم 6 مارس 2015 وأوقع خمسة قتلى بينهم أوروبيون، وأصيب فيه نحو ثمانية أشخاص -بينهم عسكريان سويسريان- وصفت إصابتهم بالخطيرة.
- هجمات مالي (2015) الهجوم الذي استهدف فندق في باماكو.
- اغتيال النائب العام المصري هشام بركات.[2]
- 20 أكتوبر 2017 - هجوم طريق الواحات هو هجوم نفذه ضابط صاعقة سابق يُدعى «عماد الدين عبد الحميد» أنضم عقب عزل الرئيس الأسبق محمد مرسي إلي تنظيم المرابطون الذي يقوده هشام عشماوي ضابط الصاعقة السابق الذي بايع تنظيم القاعدة، ووردت معلومات لقطاع الأمن الوطنى عن مكاناً لهم بطريق الواحات وحدثت اشتباكات بين مسلحي تنظيم المرابطون وضباط الأمن الوطني وقوات العمليات الخاصة أسفرت عن مقتل عشرات الضباط وأسر آخرين، ثم تدخل الطيران الحربي لقصف المسلحين في الواحات وتحرير الضباط المختطفين، أعلنت وزارة الداخلية عن مقتل 16 ضابط شرطة، وإصابة 15، وفقدان واحد بالإضافة إلى 15 قتيل أو مصاب من المسلحين. نشرت رويترز وهيئة الإذاعة البريطانية أن 52 رجل شرطة قد قتلوا، بما في ذلك 23 ضابط وفقًا لرويترز، و18 وفقًا لبي بي سي اعتمادا على مصادر أمنية غير معلنة. كان هذا توبيخًا لخدمة معلومات الدولة المصرية.[3][4][5]

## روابط الخارجية
1. ↑  تنظيم المرابطون، الجزيرة. نسخة محفوظة 15 سبتمبر 2018 على موقع واي باك مشين.
2. ↑  "بعد تسليمه لمصر.. أبرز جرائم الإرهابي هشام عشماوي". العين الإخبارية. 29 مايو 2019. مؤرشف من الأصل في 2021-04-19. اطلع عليه بتاريخ 2022-04-08.
3. ↑  "مصر: جماعة مسلحة غير معروفة تعلن مسؤوليتها عن هجوم الواحات". BBC News عربي. مؤرشف من الأصل في 2022-05-02. اطلع عليه بتاريخ 2022-05-18.
4. ↑  "هذه صورة قائد هجوم الواحات الإرهابي في مصر". العربية. 4 نوفمبر 2017. مؤرشف من الأصل في 2022-05-19. اطلع عليه بتاريخ 2022-05-18.
5. ↑  "قتلى في مواجهات بين الأمن المصري ومسلحين في الواحات". BBC News عربي. مؤرشف من الأصل في 2022-05-02. اطلع عليه بتاريخ 2022-05-18.